# 金布斯海姆
金布斯海姆是德国莱茵兰-普法尔茨州的一个市镇。总面积17.62平方公里，总人口2950人，其中男性1503人，女性1447人（2011年12月31日），人口密度167人/平方公里。

## 友好城市
- 法國 塔朗